# 大野町民武道館
大野町民武道館（おおのちょうみんぶどうかん）は、岐阜県揖斐郡大野町にある屋内競技場（武道館）である。

## 概要
- 大野町体育施設の一つである[2]。1978年（昭和53年）2月開館[1]。
- 剣道、柔道、空手などで使用される。また、ステージ（舞台）が設置されており、音楽、演劇、講演会、式典、集会などで利用が可能である。

## 施設概要
1階
- 剣道場
- ステージ

2階
- 柔道場

## 利用案内
- 所在地：岐阜県揖斐郡大野町大字黒野925番地
- 利用時間：8:30 - 22:00[3][4]
- 休館日：月曜日、年末年始（12月28日 - 1月4日）[3][4]

## 交通アクセス

### 公共交通機関
- 「大野バスセンター」バス停より徒歩約15分。
  - 岐阜バス
    - JR東海東海道本線・高山本線岐阜駅（JR岐阜駅バスターミナル）・名鉄名古屋本線・各務原線名鉄岐阜駅（名鉄岐阜のりば）より真正大縄場線【O85】「大野バスセンター」、大野忠節線【C39】「大野バスセンター」行き
    - JR東海東海道本線穂積駅より大野穂積線「大野バスセンター」行き

  - 名阪近鉄バス
    - JR東海東海道本線・樽見鉄道・養老鉄道大垣駅（大垣駅前バスのりば）より大垣大野線「大野バスセンター」行き

  - 揖斐川町ふれあいバス
    - 養老鉄道揖斐駅より揖斐大野線「大野バスセンター」行き
- デマンドタクシーあいのりくん「中央公民館」停留所より徒歩1分。

## 周辺施設
- 大野町役場
- 大野町保健センター
- 大野町総合町民センター
- 大野町立図書館
- 大野町民俗資料館
- 大野町民体育館
- 大野町立大野中学校
- 大野町中央公民館